# Murphyjevi zakoni
Murphyjevi zakoni so razširjene krilatice, ki v mnogih različicah krožijo po svetu. Glavni Murphyjev zakon se glasi: Če lahko gre kaj narobe, bo narobe tudi šlo. Prvo formulacijo zakona, ki se po njem tudi imenuje, naj bi izrekel ameriški inženir Edward Aloysius Murphy (1918 – 1990) ob težavah pri preskušanju raketnih sistemov leta 1947.
Kasneje so se pojavili dodatni zakoni in izreki. 